# Turbicellepora anatina
Turbicellepora anatina är en mossdjursart som först beskrevs av Ferdinand Canu och Ray Smith Bassler 1930.  Turbicellepora anatina ingår i släktet Turbicellepora och familjen Celleporidae. Inga underarter finns listade i Catalogue of Life.